# 刘尚坤
刘尚坤（1992年1月29日—），足球运动员。现效力中超球队武汉卓尔，司职边后卫 。

## 球员生涯
刘尚坤出道于鲁能足校。2011赛季加盟天津松江，作为球队主力参加当年的中甲联赛。
2012年11月24日下午，武汉卓尔宣布与原天津松江队、现役U22国家队队员刘尚坤签定工作合同。作为刚加盟球员朱挺的替补，弥补球队右后卫位置的不足。